# 맥도널드 베일리

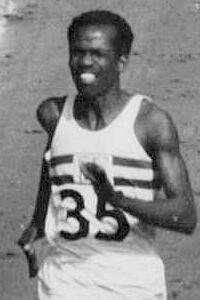

이매뉴얼 맥도널드 베일리(Emmanuel McDonald Bailey, 1920년 12월 8일 ~ 2013년 12월 4일)는 영국의 육상 선수이다.
트리니다드 섬의 윌리엄스빌에서 태어나 영국으로 이주한 베일리는 1948년 런던 올림픽에 나가 100m 결승전에서 6위로 마지막으로 들어오다가, 4년 후 헬싱키 올림픽에서 그 종목의 동메달을 획득하였다.
1951년과 1956년 사이에 공동적으로 10.2초의 100m 세계 기록을 보유하고, AAA 선수권에서 7번이나 단거리달리기의 2개 타이틀을 우승하였다.
1977년 트리니다드 토바고의 채코니아 메달이 수여되었다.